# Moy (Laggan)

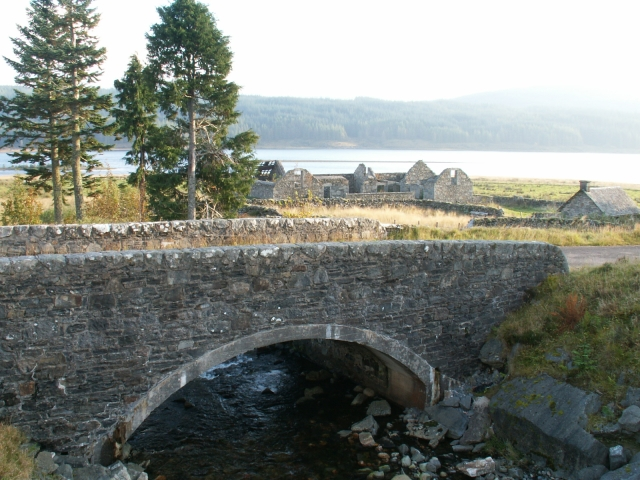
Alte Brücke und leeres Haus in Moy

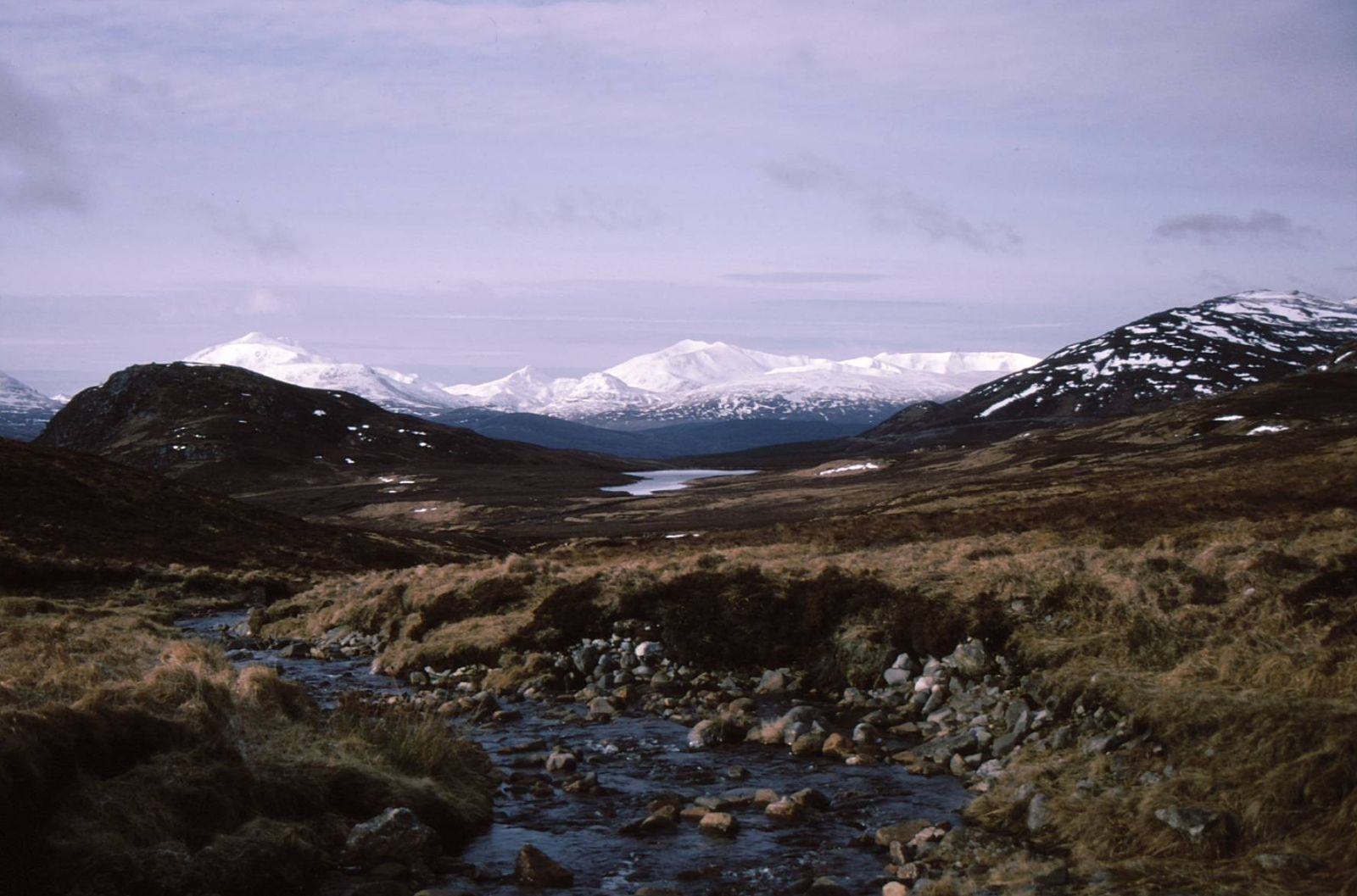
Blick nach Norden, mit dem Moy Burn

Moy ist eine kleine Ortschaft, die südlich von Inverness in der Region Highland im Norden von Schottland liegt. Im Rahmen der historischen Gliederung Schottlands in Civil Parishes zählt es zu Laggan, das zu Inverness-shire gehörte.

## Geographie
Moy liegt im Glen Spean am nördlichen Ufer eines künstlich aufgestauten Reservoirs. Hier mündet der Bach Moy Burn in es hinein. Der Ort umfasst ein Gehöft, teilweise mit verlassenen Bauwerken sowie eine kleinere Anzahl weiterer Häuser. Die Umgebung ist dünn besiedelt.

## Verkehr
Verkehrstechnisch zu erreichen ist Moy über die unmittelbar am Ort vorbeiführende A 86, die von Spean Bridge nach Kingussie verläuft. Eine schmale Nebenstraße führt in den Ort, dort findet sich auch eine ältere Brücke über den Bach.